# Colombiaans voetbalelftal in 2002
Het Colombiaans voetbalelftal speelde in totaal vier officiële interlands in het jaar 2002, alle vriendschappelijk. De eerste drie duels stonden onder leiding van Reinaldo Rueda, de laatste onder leiding van Francisco Maturana, die Colombia een jaar eerder naar de eindzege had geleid in het toernooi om de Copa América in eigen land. Op de in 1993 geïntroduceerde FIFA-wereldranglijst zakte Colombia in 2002 van de 5de (januari 2002) naar de 37ste plaats (december 2002).

## Balans
| Wedstrijden | Wedstrijden | Wedstrijden | Wedstrijden | Doelpunten | Doelpunten | Doelpunten | Punten |
| Gespeeld    | Winst       | Gelijk      | Verlies     | Voor       | Tegen      | Saldo      | Punten |
| ----------- | ----------- | ----------- | ----------- | ---------- | ---------- | ---------- | ------ |
| 4           | 1           | 1           | 2           | 3          | 4          | –1         | 0.750  |

## Interlands
|                                                  |           |       |          |                                                                                     |
| 7 mei Vriendschappelijk № 360 «onderlinge duels» | Venezuela | 0 – 0 | Colombia | Estadio Olímpico, Caracas Toeschouwers: 28.000 Scheidsrechter: Luis Solorzano (VEN) |
| 7 mei Vriendschappelijk № 360 «onderlinge duels» |           |       |          | Estadio Olímpico, Caracas Toeschouwers: 28.000 Scheidsrechter: Luis Solorzano (VEN) |

|                                                   |                    |       |                                                |                                                                                               |
| 10 mei Vriendschappelijk № 361 «onderlinge duels» | Costa Rica         | 1 – 2 | Colombia                                       | Estadio Ricardo Saprissa, San José Toeschouwers: 20.000 Scheidsrechter: Clareth Jiménez (CRC) |
| 10 mei Vriendschappelijk № 361 «onderlinge duels» | Walter Centeno 54' |       | 39' (pen.) Rafael Castillo 42' Rafael Castillo | Estadio Ricardo Saprissa, San José Toeschouwers: 20.000 Scheidsrechter: Clareth Jiménez (CRC) |

|                                                   |                                       |       |                    |                                                                                        |
| 12 mei Vriendschappelijk № 362 «onderlinge duels» | Mexico                                | 2 – 1 | Colombia           | Aztekenstadion, Mexico-Stad Toeschouwers: 40.000 Scheidsrechter: Rodolfo Sibrían (ESA) |
| 12 mei Vriendschappelijk № 362 «onderlinge duels» | Jared Borgetti 53' Rafael Márquez 76' |       | 66' Oscar Restrepo | Aztekenstadion, Mexico-Stad Toeschouwers: 40.000 Scheidsrechter: Rodolfo Sibrían (ESA) |

|                                                        |                  |       |          | |
| 20 november Vriendschappelijk № 363 «onderlinge duels» | Honduras         | 1 – 0 | Colombia | Estadio Olímpico Metropolitano, San Pedro Sula Toeschouwers: 25.000 Scheidsrechter: Argelio Sabillón (HON) |
| 20 november Vriendschappelijk № 363 «onderlinge duels» | Milton Núñez 76' |       |          | Estadio Olímpico Metropolitano, San Pedro Sula Toeschouwers: 25.000 Scheidsrechter: Argelio Sabillón (HON) |

## FIFA-wereldranglijst
| JAN | FEB | MAR | APR | MEI | JUN | JUL | AUG | SEP | OKT | NOV | DEC |
| --- | --- | --- | --- | --- | --- | --- | --- | --- | --- | --- | --- |
| 5   | 5   | 5   | 4   | 4   |     | 9   | 15  | 18  | 22  | 30  | 37  |

## Statistieken
| Diego Gómez           | 1972-03-29 | Deportivo Cortuluá     | 2 | 0 | 0 | 4  | 0 |
| Miguel Ángel Calero   | 1971-04-14 | CF Pachuca             | 1 | 0 | 0 | 29 | 0 |
| Juan Carlos Henao     | 1971-12-30 | Once Caldas            | 1 | 0 | 0 | 3  | 0 |
| Verdediging           |            |                        |   |   |   |    |   |
| Roberto Carlos Cortés | 1977-07-20 | Independiente Medellín | 3 | 0 | 0 | 23 | 0 |
| Arley Dinas           | 1974-05-16 | Boca Juniors           | 3 | 0 | 0 | 24 | 0 |
| Elkin Calle           | 1980-05-20 | Atlético Nacional      | 2 | 1 | 0 | 3  | 0 |
| Alexander Posada      | 1977-03-06 | Deportivo Cortuluá     | 2 | 1 | 0 | 5  | 0 |
| José Mera             | 1979-03-11 | Deportivo Cali         | 2 | 0 | 0 | 2  | 0 |
| Gerardo Bedoya        | 1975-11-26 | Racing Club            | 1 | 0 | 0 | 23 | 4 |
| Andrés Orozco         | 1979-03-18 | Racing Club            | 1 | 0 | 0 | 4  | 0 |
| Hayder Palacio        | 1979-07-22 | Atlético Junior        | 1 | 0 | 0 | 1  | 0 |
| Gerardo Vallejo       | 1976-12-03 | Deportivo Cali         | 1 | 0 | 0 | 3  | 0 |
| Luis Amaranto Perea   | 1979-01-30 | Independiente Medellín | 0 | 1 | 0 | 1  | 0 |
| Middenveld            |            |                        |   |   |   |    |   |
| John Javier Restrepo  | 1977-08-22 | Independiente Medellín | 3 | 1 | 0 | 11 | 0 |
| Alexander Viveros     | 1977-10-08 | Boavista               | 3 | 0 | 0 | 25 | 2 |
| Oscar Restrepo        | 1974-01-02 | Atlético Nacional      | 2 | 0 | 1 | 8  | 1 |
| Juan Carlos Ramírez   | 1972-03-22 | Atlético Junior        | 2 | 0 | 0 | 17 | 0 |
| Luis Chará            | 1981-01-06 | Atlético Nacional      | 1 | 2 | 0 | 4  | 0 |
| Leonardo Rojano       | 1981-01-02 | Atlético Junior        | 1 | 2 | 0 | 4  | 0 |
| Jorge Banguero        | 1974-10-04 | América de Cali        | 1 | 0 | 0 | 1  | 0 |
| David Ferreira        | 1979-08-09 | América de Cali        | 1 | 0 | 0 | 8  | 0 |
| Aldo Ramírez          | 1981-04-18 | Independiente Santa Fe | 0 | 1 | 0 | 1  | 0 |
| Carlos Ortíz          | 1974-10-29 | Atlético Junior        | 0 | 1 | 0 | 1  | 0 |
| Aanval                |            |                        |   |   |   |    |   |
| Rafael Castillo       | 1980-06-06 | Atlético Nacional      | 3 | 1 | 2 | 4  | 2 |
| Tressor Moreno        | 1979-01-11 | Independiente Medellín | 2 | 1 | 0 | 4  | 0 |
| Julián Vásquez        | 1972-09-05 | América de Cali        | 2 | 0 | 0 | 4  | 1 |
| Jorge Serna           | 1979-10-29 | Como                   | 1 | 2 | 0 | 4  | 1 |
| Elson Becerra         | 1978-04-26 | Deportes Tolima        | 1 | 0 | 0 | 6  | 1 |
| Elkin Murillo         | 1977-09-20 | Deportivo Cali         | 1 | 0 | 0 | 9  | 0 |

Colfútbol · A-internationals · Selecties · Statistieken · Bondscoaches · Colombiaans vrouwenelftal · Olympisch elftal · Colombia U20 · Colombia U17
1938 – 1949 ·
1950 – 1959 ·
1960 – 1969 ·
1970 – 1979 ·
1980 – 1989 ·
1990 – 1999 ·
2000 – 2009 ·
2010 – 2019 ·
2020 – 2029
WK 1962 · 
WK 1990 · 
WK 1994 · 
WK 1998 · 
WK 2014 · 
WK 2018
OS 1968 · 
OS 1972 · 
OS 1980 · 
OS 1992 · 
OS 2016
1938 · 
1939 · 1940 · 1941 · 1942 · 1943 · 1944 · 
1946 · 
1947 · 
1948 · 
1949 · 
1950 · 1951 · 1952 · 1953 · 1954 · 1955 · 1956 · 
1957 · 
1958 · 1959 · 1960 · 
1961 · 
1962 · 
1963 · 
1964 · 
1965 · 
1966 · 
1967 · 
1968 · 
1969 · 
1970 · 
1971 · 
1972 · 
1973 · 
1974 · 
1975 · 
1976 · 
1977 · 
1978 · 
1979 · 
1980 · 
1981 · 
1982 · 
1983 · 
1984 · 
1985 · 
1986 · 
1987 · 
1988 · 
1989 · 
1990 ·
1991 · 
1992 · 
1993 · 
1994 · 
1995 · 
1996 · 
1997 · 
1998 · 
1999 · 
2000 · 
2001 · 
2002 · 
2003 · 
2004 · 
2005 · 
2006 · 
2007 · 
2008 · 
2009 · 
2010 · 
2011 · 
2012 · 
2013 · 
2014 · 
2015 · 
2016 · 
2017 ·
2018 ·
2019 ·
2020 ·
2021
Algerije ·
Argentinië ·
Australië ·
Bahrein ·
België ·
Bolivia · 
Brazilië ·
Canada ·
Chili ·
China · 
Costa Rica ·
Cuba ·
DDR ·
Duitsland ·
Ecuador ·
Egypte ·
El Salvador ·
Engeland ·
Finland ·
Frankrijk ·
Griekenland ·
Guatemala · 
Haïti ·
Honduras ·
Hongarije ·
Hongkong ·
Ierland ·
Irak ·
Israël ·
Ivoorkust ·
Jamaica ·
Japan ·
Joegoslavië ·
Jordanië ·
Kameroen ·
Koeweit · 
Liberia · 
Marokko ·
Mexico ·
Montenegro ·
Nederland ·
Nederlandse Antillen ·
Nicaragua ·
Nieuw-Zeeland · 
Nigeria ·
Noord-Ierland ·
Noorwegen ·
Panama ·
Paraguay ·
Peru ·
Polen ·
Puerto Rico ·
Qatar ·
Roemenië ·
Saoedi-Arabië ·
Schotland ·
Senegal ·
Servië ·
Slovenië ·
Slowakije ·
Sovjet-Unie ·
Spanje ·
Trinidad en Tobago ·
Tsjecho-Slowakije ·
Tunesië · 
Turkije · 
Uruguay ·
Venezuela ·
Verenigde Arabische Emiraten · 
Verenigde Staten ·
Zuid-Afrika ·
Zuid-Korea ·
Zweden ·
Zwitserland
Brazilië (2014) ·
Engeland (2018) ·
Griekenland (2014) ·
Ivoorkust (2014) ·
Japan (2014) ·
Japan (2018) ·
Polen (2018) ·
Senegal (2018) ·
Uruguay (2014)